# Heinz Weis
Heinz Weis (* 14. Juli 1963 in Leiwen bei Trier, eigentlich Heinrich Weis) ist ein ehemaliger deutscher Leichtathlet und Olympiateilnehmer, der in den 1980er und 1990er Jahren zu den weltbesten Hammerwerfern gehörte. Sein größter Erfolg war der Weltmeistertitel 1997.

## Karriere
Heinz Weis gehörte zunächst dem TV 1863 Germania Trier (Trainer: Ernst Klement †) an, ab 1984 der LG Bayer Leverkusen (Trainer: Rudolf Hars †, Bernhard Riedel).
Er nahm an vier Olympischen Spielen für die Bundesrepublik Deutschland bzw. Deutschland teil.
In seiner aktiven Zeit war er 1,93 m groß und wog 125 kg. Er ist verheiratet und ist Vater einer Tochter.

### Ergebnisse
- 1987: Weltmeisterschaften: Platz 6 (77,70 – 79,02 – 78,36 – 79,26 – 80,18 m – 78,76)
- 1988: Olympische Spiele: Platz 5 (78,50 – 76,80 – ungültig – 77,70 – 78,98 – 79,16 m)
- 1990: Europameisterschaften: Platz 8 (70,14 – 74,32 – 75,48 m – 75,38 – 71,04 – 74,12)
- 1991: Weltmeisterschaften: Platz 3 (80,44 m)
- 1992: Olympische Spiele: Platz 6 (76,90 m)
- 1994: Europameisterschaften: Platz 3 (78,48 m)
- 1996: Olympische Spiele: Platz 5 (79,78 m)
- 1997: Weltmeisterschaften: Platz 1 (81,78 m)
- 1998: Europameisterschaften: Platz 4
- 1999: Weltmeisterschaften: Platz 18 in der Qualifikation
- 2000: Olympische Spiele: Platz 26 in der Qualifikation